# 全国英语等级考试
全国英语等级考试（Public English Test System，简称PETS）是中华人民共和国教育部考试中心设计并负责的于中国大陆实行的英语水平考试体系，2002年以前名为“全国公共英语等级考试”，后改为现名，英文名不变。PETS一级到四级于1999年9月在部分省市首次开考，2003年在全国范围内开考。报考者不受年龄、职业以及受教育程度的限制，均可根据自己的英语水平报名参加任一级别的考试。为避免干扰校内正常的英语教学，普通中学和大学不得组织在校生报考。
由教育部考试中心负责制定考试大纲，命题和试卷等值，考务管理和考生成绩认定，颁发合格证书。考试成绩笔试60分合格，口试3分合格，一般在考试结束50天内公布。合格者会授予教育部考试中心颁发的相应级别的《全国英语等级考试合格证书》，证书有效期由招生部门、用人单位等自行决定。
因报考人数不足，自2017年起陆续有省份暂停举办该考试，截至2022年剩11个省级单位举办。

## 级别
全国英语等级考试分为五个等级，如将PETS-1的附属级PETS-1B包含在内将是六个等级：
- PETS-1是初始级，通过该级考试的考生，其英语基本符合诸如出租车司机、宾馆行李员、门卫、交通警等工作，以及同层次其他工作在对外交往中的基本需要。其相当于初中毕业的英语要求。下设一个附属级PETS-1B，是要求略低于PETS-1的一个等级。
- PETS-2是中下级，通过该级考试的考生，其英语水平基本满足进入高等院校继续学习的要求，同时也基本符合诸如宾馆前台服务员、一般银行职员、涉外企业一般员工，以及同层次其他工作在对外交往中的基本需要。其相当于高中毕业英语要求。其相当于普通高校非英语专业本科毕业的英语要求。
- PETS-3是中间级，通过该级考试的考生，其英语已达到高等教育自学考试非英语专业本科毕业水平或符合普通高校非英语专业本科毕业的要求，基本符合企事业单位行政秘书、经理助理、初级科技人员、外企职员的工作，以及同层次其他工作在对外交往中的基本需要。
- PETS-4是中上级，通过该级考试的考生，其英语水平基本满足攻读高等院校硕士研究生（非英语专业）的需要，基本符合一般专业技术人员或研究人员、现代企业经理等工作对英语的基本要求。其相当于高等院校硕士研究生非英语专业的英语要求。
- PETS-5是最高级，通过该级考试的考生，其英语水平基本满足在国外攻读硕士研究生非英语专业或从事学术研究工作的需要。该水平的英语也能满足他们在国内外从事专业和管理工作的基本需要。其相当于高等院校硕士研究生英语专业的英语要求。从1999年9月开始，PETS-5正式替代原有的公派出国留学人员英语水平考试（WSK.EPT），PETS-5既是全国英语等级考试也是全国外语水平考试中的英语考试[8]。该等级对公派出国留学人员有效期为两年[4]。

## 考试时间
每年3月开考PETS-1(B)、1、2、3级，每年9月开考1、2、3、4级，口试安排在笔试当天和第二天的上午和下午。
| 考试级别 | 考试级别 | 一级B       | 一级       | 二级       | 三级       | 四级       | 五级                         |
| -------- | -------- | ----------- | ---------- | ---------- | ---------- | ---------- | ---------------------------- |
| 笔试     | 入场时间 | 8:30-8:45   | 8:30-8:45  | 8:30-8:45  | 8:30-8:45  | 8:30-8:45  | 以教育部考试中心每年公布为准 |
| 笔试     | 考试时间 | 90分钟      | 90分钟     | 120分钟    | 120分钟    | 145分钟    | 以教育部考试中心每年公布为准 |
| 笔试     | 考试时间 | 9:00-10:30  | 9:00-10:30 | 9:00-11:00 | 9:00-11:00 | 9:00-11:25 | 以教育部考试中心每年公布为准 |
| 口试     | 入场时间 | 8:30-9:00   | 8:30-9:00  | 8:30-9:00  | 8:30-9:00  | 8:30-9:00  | 以教育部考试中心每年公布为准 |
| 口试     | 入场时间 | 13:30-14:00 |            |            |            |            | 以教育部考试中心每年公布为准 |
| 口试     | 开考时间 | 9:00        | 9:00       | 9:00       | 9:00       | 9:00       | 以教育部考试中心每年公布为准 |
| 口试     | 开考时间 | 14:00       |            |            |            |            | 以教育部考试中心每年公布为准 |

## 停办与接替
近年来用人单位不再将该考试成绩作为选人条件，安徽省于2017年率先停办了该考试，停办前全省的报名人数只有几十人。河南省在2005年下半年考试曾有7688人参加，而到2018年下半年仅为724人，也于2020年停办。随着停考省份的增加，已经有20多年历史的全国英语等级考试将逐步退出历史。

### 使命接替
2014年，国务院颁布《关于深化考试招生制度改革的实施意见》，“中国英语能力等级量表（CSE）”于2018年4月12日发布，目的是建设标准统一、功能多元的现代化外语测评体系，“量表”与欧洲语言共同参考框架（CEFR）、国际考试（托福、雅思等）进行对接，其中与雅思、普思的对接已于2019年1月完成。
预计未来“国家英语能力等级考试（NETS）”将接替“全国英语等级考试（PETS）”的功能，不过目前暂未公开推行。

## 扩展阅读
- Liu, Jianda (刘建达; 广东外语外贸大学). "The Public English Test System" (Chapter 10). In: Cheng, Liying and Andy Curtis. English Language Assessment and the Chinese Learner. Routledge, March 17, 2010. ISBN 1135213879, 9781135213879. Start: p. 132（页面存档备份，存于）.
- Wu, Mei (吴 梅; 乐山师范学院). "Comparing PETS and GEPT in China and Taiwan" (（页面存档备份，存于）). English Language Teaching（英语：English Language Teaching (journal)） (ISSN 1916-4742 (Print); ISSN  1916-4750 (Online)). Canadian Center of Science and Education, Vol. 5, No. 6; June 2012. Received February 24, 2012. Published June 1, 2012. DOI: 10.5539/elt.v5n6p48 - See profile page（页面存档备份，存于）